# Hojszala uralkodók listája
Az alábbi lista a középkori Indiában létező Hojszala Királyság uralkodóit tartalmazza.
| Uralkodó             | Uralkodott | Hindi név   | Megjegyzés |
| -------------------- | ---------- | ----------- | ---------- |
| II. Nripa Káma       | 1026–1047  | नृप काम २     |            |
| Hojszala Vinajáditja | 1047–1098  | होयसल विनयादित्य |            |
| Erajanga             | 1098–1102  | एरयंग        |            |
| I. Víra Ballála      | 1102–1108  | वीर बल्लाल १   |            |
| Visnuvardhana        | 1108–1152  | विष्णुवर्धन     |            |
| I. Naraszimha        | 1152–1173  | नरसिंह १      |            |
| II. Víra Ballála     | 1173–1220  | वीर बल्लाल २   |            |
| II. Naraszimha       | 1220–1235  | वीर नरसिंह २   |            |
| Víra Szomesvara      | 1235–1254  | वीर सोमेश्वर    |            |
| III. Naraszimha      | 1254–1291  | नृसिंह तृतीय     |            |
| III. Víra Ballála    | 1291–1343  | वीर बल्लाल ३   |            |

## Fordítás
- Ez a szócikk részben vagy egészben  a   Hoysala Empire című angol Wikipédia-szócikk fordításán alapul.  Az eredeti cikk szerkesztőit annak laptörténete sorolja fel. Ez a jelzés csupán a megfogalmazás eredetét és a szerzői jogokat jelzi, nem szolgál a cikkben szereplő információk forrásmegjelöléseként.